# غلامرضا شرفی
غلامرضا شرفی نمایندهٔ دورهٔ دهم از حوزهٔ انتخابیهٔ آبادان در استان خوزستان است. وی با کسب ۲۱٬۱۰۰ رأی از مجموع ۴۰٬۷۲۶ رای معادل ۵۱٫۸۰٪ درصد آرا در دور دوم به مجلس راه پیدا کرد.
غلامرضا شرفی یکی از ۳ عضو کمیسیون تلفیق بودجه سال ۹۷ است.

## ریزش برج متروپل
در پی ریزش برج متروپل در آبادان، نامه‌ای در فضای مجازی منتشر شد که نشان می‌داد مسئول دفتر نمایندگی نظام مهندسی آبادان به نمایندگان آبادان از جمله عامر کعبی، جلیل مختار و غلامرضا شرفی هشدار داده بود که برج متروپل امنیت و آرامش شهروندان را به مخاطره می اندازد. نمایندگان نیز بدون پاسخ به نامه یا اقدام مقتضی سکوت کردند.